# Каннабис и беременность
Употребление каннабиса (конопли) во время беременности является важной проблемой общественного здравоохранения, поскольку каннабис — одно из наиболее часто употребляемых психоактивных веществ среди беременных. В целом, употребление марихуаны, получаемой из листьев, либо гашиша, изготавливаемого из пыльцы конопли, является одной из наиболее распространённых форм наркотической зависимости.
Исследования выявили возможные ассоциации между употреблением каннабиса и риском неблагоприятных исходов в отношении когнитивного развития, психического и физического здоровья, а также лактации. Воздействие тетрагидроканнабинолов при курении оказывает негативное воздействие на организм беременной женщины и может привести к задержке роста плода, выкидышу и когнитивному дефициту у ребёнка. В случае, если в неделю выкуривается более 5 сигарет с марихуаной, вес плода может в целом снижаться на 130 грамм.
В 2018 году Национальный институт по злоупотреблению наркотиками заявил, что необходимы дальнейшие исследования, чтобы «отделить» последствия употребления каннабиса от сопутствующего употребления наркотиков матерью и других факторов окружающей среды.

## Эндоканнабиноидная система
Роль эндоканнабиноидной системы (ЭКС) в женской фертильности давно предполагается и изучается. Большинство исследований до 2013 года, связывающих каннабис с развитием плода, показывают влияние потребления в гестационный период, но аномалии в ЭКС на этапе плацентарного развития также связаны с проблемами при беременности. Согласно исследованию 2012 года, эндоканнабиноидное сигнализирование играет роль в «женских репродуктивных событиях, включая преимплантационное развитие эмбриона, овидуктальный транспорт эмбриона, имплантацию, плацентацию и роды». В исследование 2011 года заявлено об отсутствии однозначной корреляции между периферическими (кровяными) изменениями элементов ЭКС и дисрегуляцией в тканях репродуктивной системы у женщин с выкидышем по сравнению со здоровыми женщинами, однако неблагоприятное воздействие дыма марихуаны и ТГК на репродуктивные функции указывает на процессы, регулируемые ЭКС.
Данные от 2018 года показывают, что экспрессия каннабиноидных рецепторов в эндометрии матерей, курящих марихуану, выше, чем у некурящих. Пренатальное воздействие каннабиса может привести к дефектам роста во время формирования нервной системы. Каннабис влияет на формирование и функции нервной сети, воздействуя на каннабиноидные рецепторы. Неизбирательно продлевая период их «включения», каннабис может перехватывать эндоканнабиноидные сигналы, вызывая молекулярные перестройки, что приводит к ошибочному построению нейронных сетей. В отчёте, подготовленном для Австралийского национального совета по наркотикам, говорится, что каннабис и другие каннабиноиды противопоказаны при беременности, поскольку они могут взаимодействовать с ЭКС.

## Психическое и когнитивное развитие
Употребление каннабиса во время беременности связано с неблагоприятным воздействием на психическое здоровье и когнитивные способности потомства. Воздействие ТГК в результате употребления каннабиса нарушает развитие мозга плода, а потомство мужчин, употребляющих каннабис, более подвержено психотическим расстройствам.

## Эпигенетика
Воздействие ТГК на крыс в период пренатального развития может вызвать эпигенетические изменения в экспрессии генов, но знания о риске психических расстройств ограничены из-за этических барьеров, препятствующих изучению развивающегося человеческого мозга. В обзоре 2015 года было обнаружено, что употребление каннабиса беременными матерями соответствует нарушению созревания мозга у их детей и что эти дети более предрасположены к нарушениям нервного развития; эти результаты не доказывают причинно-следственную связь.

## Наблюдения за развитием
Наблюдения за развитием предполагают, что рецепторы CB1 развиваются постепенно в течение постнатального периода, что блокирует психоактивные эффекты лечения каннабиноидами в молодом организме. Поэтому предполагается, что дети могут положительно реагировать на лекарственное применение каннабиноидов без нежелательных центральных эффектов. Сообщалось о клинических результатах в педиатрической онкологии и исследованиях случаев детей с тяжёлыми неврологическими заболеваниями или черепно-мозговыми травмами, а также с муковисцидозом, свидетельствующих о необходимости лечения каннабиноидами детей или подростков, чтобы добиться улучшения состояния их здоровья, включая улучшение режима питания и уменьшение воспалительных обострений.

## Тошнота и рвота
Рвота беременных — заболевание, характеризующееся сильной тошнотой и рвотой, недоеданием и потерей веса. Встречается у 1—2 % беременных во всём мире. Для современного медицинского сообщества это заболевание является загадкой. В основном разочарование испытывают женщины, пережившие гиперемезис, которые отчаянно ищут способы лечения и более глубокого понимания этого заболевания. О своём личном опыте использования каннабиса для облегчения симптомов рассказали несколько беременных, которые в противном случае сильно истощились бы, обезвожились и недоедали из-за постоянной, неконтролируемой рвоты и невозможности есть и пить во время беременности.

## Общество и культура
Распространено заблуждение, что употребление каннабиса во время беременности не представляет особого риска; в Соединённых Штатах 70 % женщин считают такое употребление безопасным. Современный миф о том, что раз это растение «дано природой» или Богом, то оно не может нести особый вред в принципе и при беременности или грудном вскармливании в частности, опровергается тем, что другие современные наркотики, хоть и воспроизводят или непосредственно имеют структуру природных растительных веществ (мака, коки, эфедры), от этого не становятся менее опасными.
Анализ 120 информационных запросов в 2011—2013 годах о влиянии наркотических средств на репродуктивное здоровье и их пренатальное воздействие на российском консультационном интернет-сервисе для наркоманов показал, что 40—50 % ежегодных запросов посвящено курению каннабиса, при этом женщины репродуктивного возраста больше уделяли внимания психостимуляторам, чем каннабису.